# Смит, Трюгве
Трюгве Смит (норв. Trygve Smith; 20 сентября 1880, Кристиания — 10 ноября 1948, Кристиания) — норвежский теннисист. Участник летних Олимпийских игр 1912 года.

## Биография
Трюгве Смит родился 20 сентября 1880 года в норвежском городе Кристиания (сейчас Осло).
В 1908 году окончил техническое училище в Дрездене. Руководил строительством в Швейцарии, после чего вернулся в Норвегию, где работал в горнодобывающей компании Grong Gruber. Впоследствии был техническим консультантом строительства.
Выступал в соревнованиях за теннисный клуб Кристиании, чьи корты были построены при его участии. Десять раз выигрывал чемпионат Норвегии: пять раз в одиночном разряде (1912—1915, 1918), трижды — в парном разряде (1913—1914, 1916), дважды — в смешанном разряде (1912, 1924).
В 1912 году вошёл в состав сборной Норвегии на летних Олимпийских играх в Стокгольме. В одиночном разряде в 1/32 финала проиграл Вольмару Бустрёму из Швеции — 2:6, 4:6, 1:6. В парном разряде вместе с Херманом Бьёрклундом в 1/16 финала проиграли Феликсу Пипесу и Артуру Зборжилу из Австрии — 0:6, 2:6, 0:6. Также был заявлен в смешанном разряде вместе с Вальборг Бьюрстедт, но пара не вышла на старт.
Также занимался лыжными гонками и прыжками с трамплина. В 1901 году выиграл лыжное двоеборье на соревнованиях в Хольменколлене. В 1904—1910 годах работал инструктором по лыжным гонкам в Центральной Европе. Развивал скийоринг в Швейцарии.
Умер 10 ноября 1948 года в Осло.

## Семья
Сын — Финн-Трюгве Смит, норвежский теннисист. В 1932—1934 годах в составе сборной Норвегии участвовал в четырёх матчах Кубка Дэвиса.